# Municipio storico di Münster

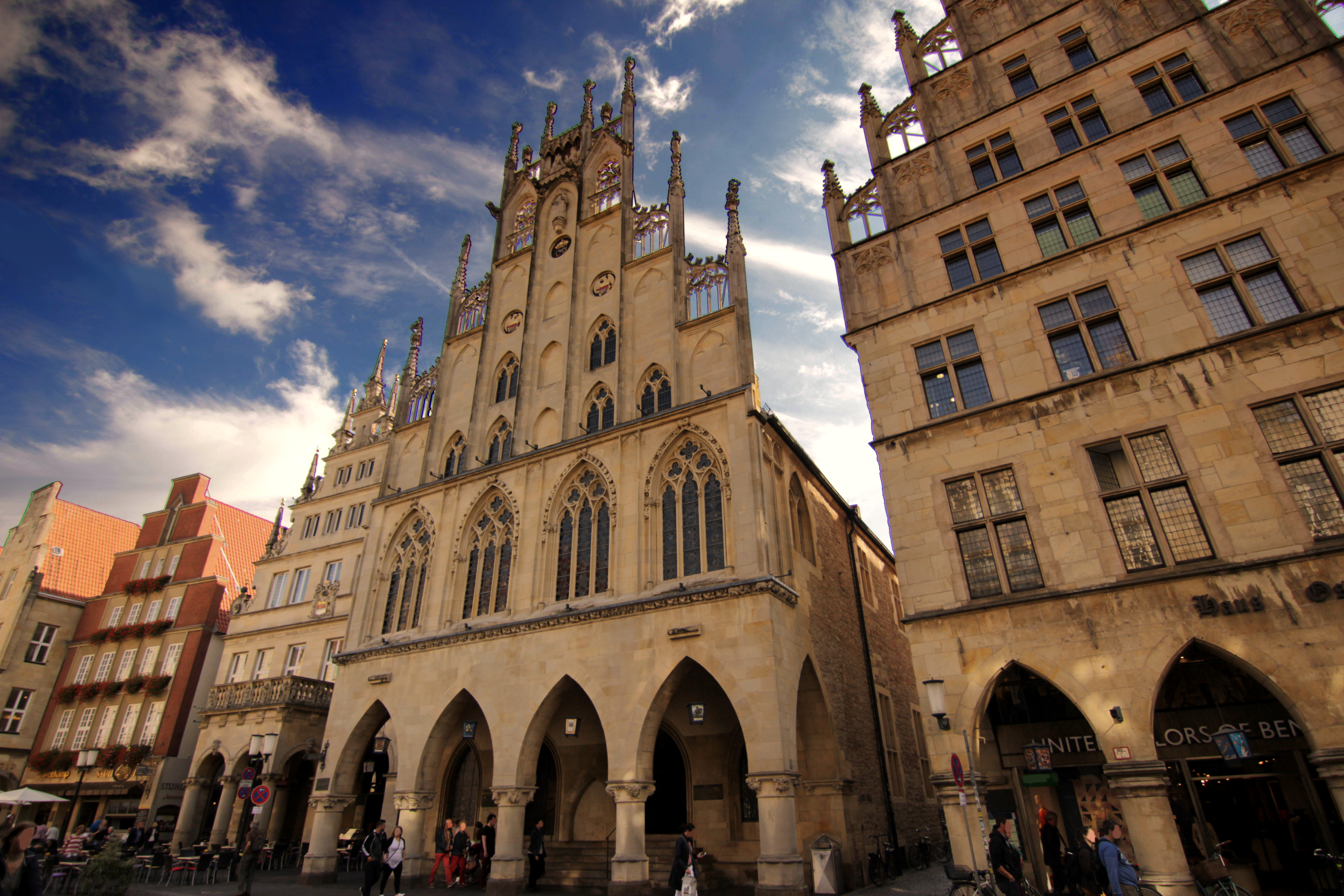
Münster (Renania Settantrionale Vestfalia, Germania): uno scorcio del Prinzipalmarkt con il municipio storico

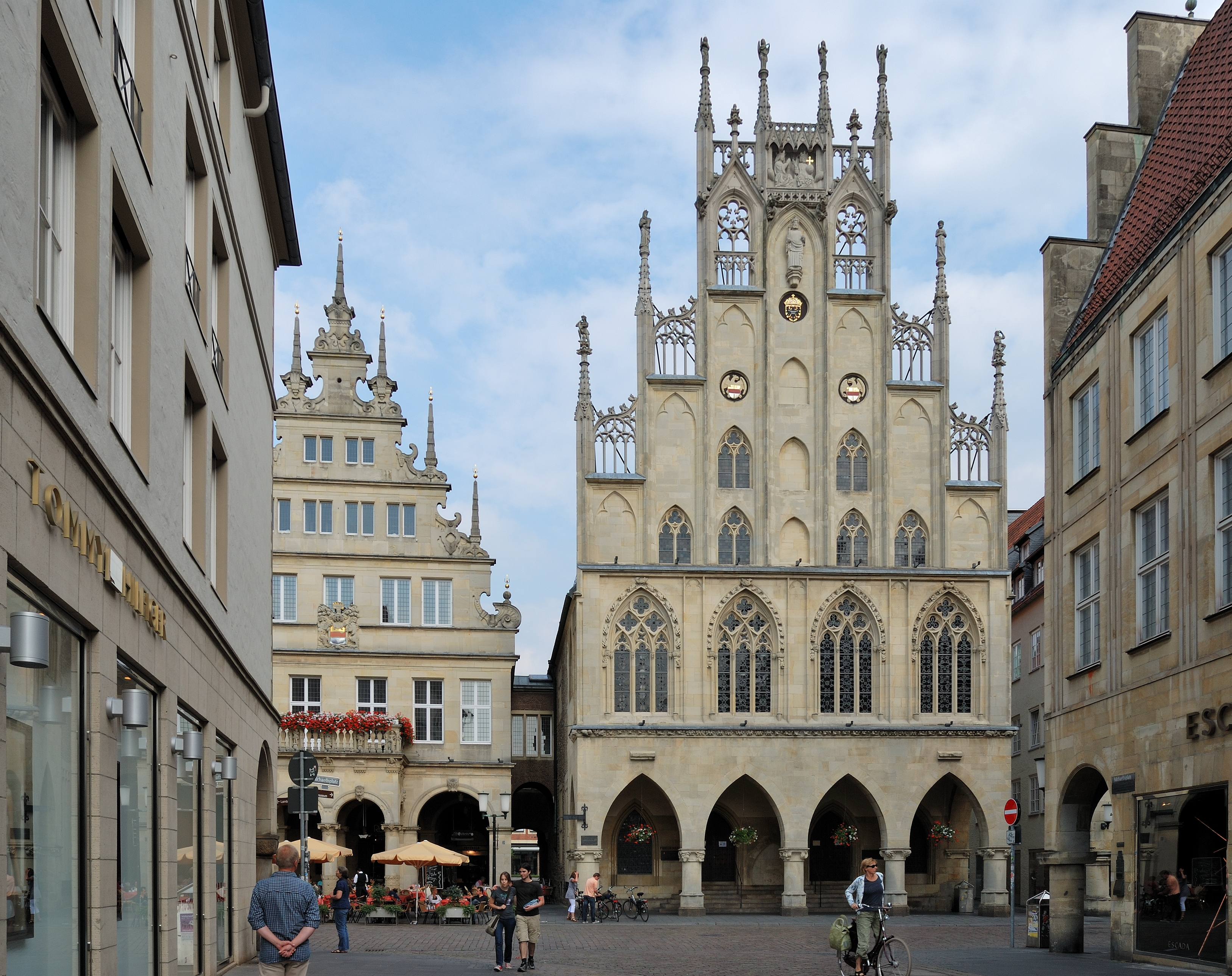
La facciata del municipio storico di Münster

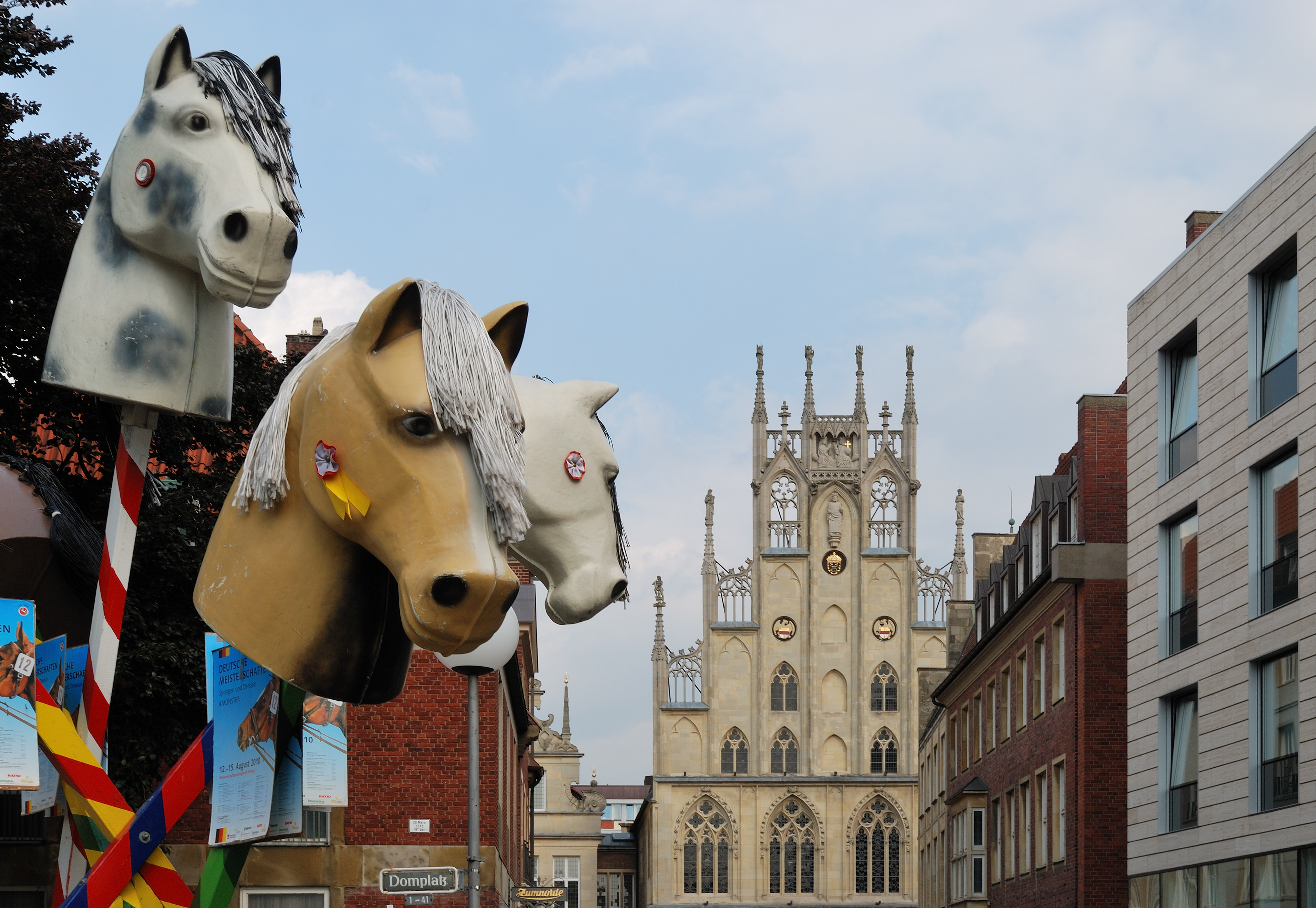
Altra immagine della facciata del municipio storico di Münster

Il municipio storico di Münster (in tedesco: Historisches Rathaus Münster) è un edificio in stile gotico della città tedesca di Münster, nel Land Renania Settentrionale-Vestfalia (Nordrhein-Westfalen), situato nel Prinzipalmarkt, e risalente al XIV secolo (ma ricostruito dopo la seconda guerra mondiale).

## Storia
Il municipio originario era un edificio a graticcio eretto tra la metà e la fine del XII secolo.
L'edificio venne ricostruito in pietra intorno al 1320. L'edificio fu quindi ampliato alla fine del XIV secolo, quando venne realizzata la facciata principale. 
Il 15 maggio 1648, nel municipio di Münster venne siglato in seno alla pace di Vestfalia, con la quale si concluse la guerra dei trent'anni, il trattato di pace tra Spagnoli e Olandesi.
|  |

L'edificio originale venne completamente distrutto nel corso della seconda guerra mondiale e venne quindi fedelmente ricostruito tra il 1948 e il 1958.

## Architettura

### Esterni

#### Facciata

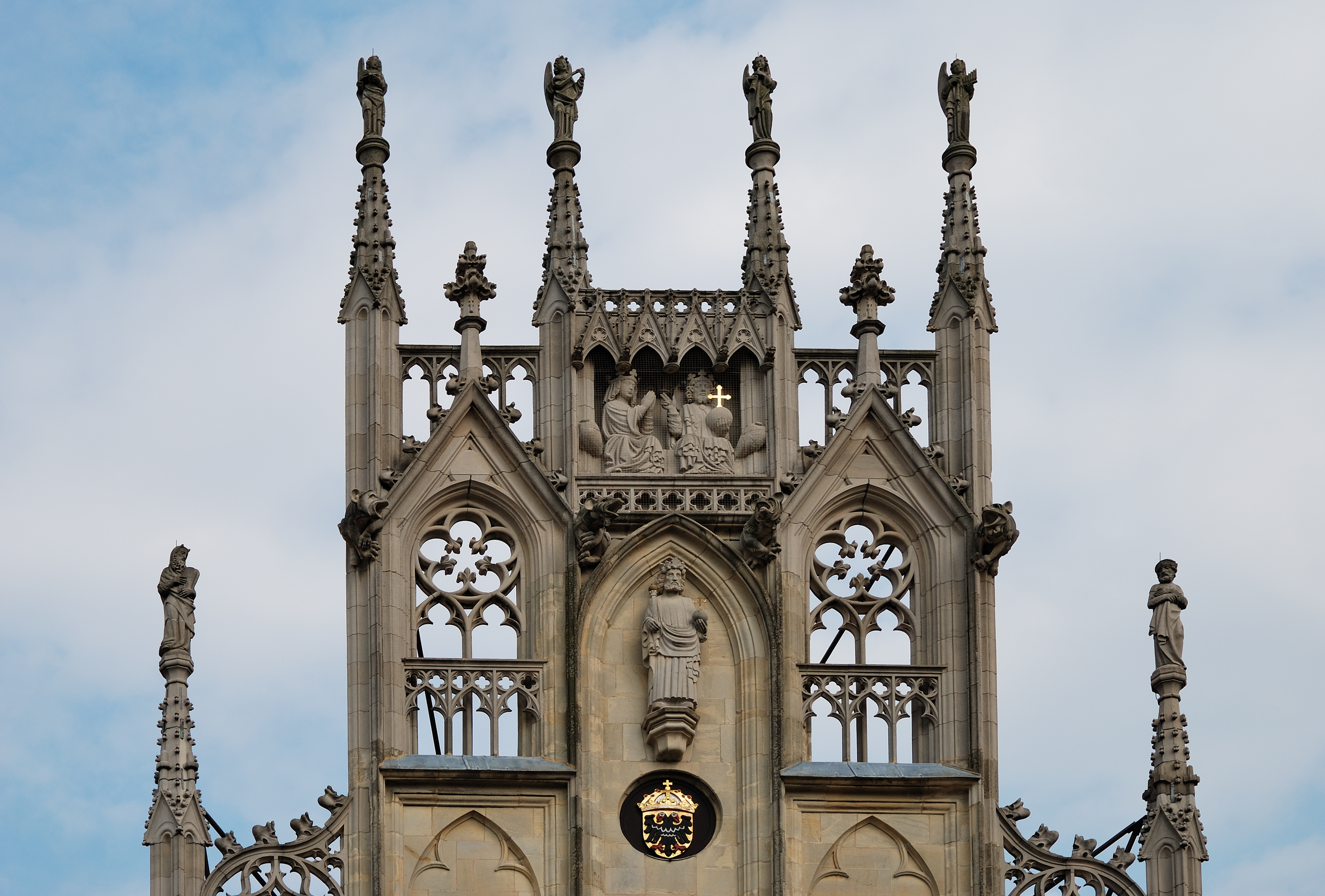
I pinnacoli della facciata del municipio

La facciata del municipio è annoverata tra le più celebri facciate gotiche degli edifici civili della Germania.
Il tetto della facciata, decorato con pinnacoli, è il più antico e più alto del genere presente in città.

### Interni

#### Rittersaal
Principale sala dell'edificio è la "Sala dei Cavalieri" (Rittersaal).
La sala è decoarata con delle boiseries risalenti al XVI secolo. Vi si trova inoltre un camino in arenaria risalente al 1621.
Proprio in questa sala venne siglata la pace tra Spagnoli ed Olandesi in seno alla pace di Vestfalia: l'evento è ricordato dai ritratti dei partecipanti al trattato.